# Pardomuan (Sirandorung)
Pardomuan is een bestuurslaag in het regentschap Tapanuli Tengah van de provincie Noord-Sumatra, Indonesië. Pardomuan telt 1683 inwoners (volkstelling 2010).